# Agrotis ceropachoides
Agrotis ceropachoides là một loài bướm đêm trong họ Noctuidae.